# Воротово (Опочецький район)
Воротово (рос. Воротово) — присілок в Опочецькому районі Псковської області Російської Федерації.
Населення становить 3 особи. Входить до складу муніципального утворення Глубоковська волость.

## Історія
Від 2015 року входить до складу муніципального утворення Глубоковська волость.

## Населення
| 2001 | 2002 | 2010 | 2013 | 2014 | 2015 | 2016 |
| ---- | ---- | ---- | ---- | ---- | ---- | ---- |
| 3    | ↘2   | ↘1   | ↗3   | →3   | →3   | →3   |